# 모나코의 국장

모나코의 국장

모나코의 국장은 모나코를 상징하는 문장으로, 현재의 국장은 알베르 2세의 문장이다.
왕관이 올려진 빨간색 망토 가운데에는 빨간색과 하얀색 두 가지 색의 마름모가 그려진 방패가 그려져 있으며, 방패 둘레에는 성 찰스 훈장이 장식되어 있다.
방패 양쪽에는 한 손에 칼을 휘두르고 있는 두 명의 수도사가 그려져 있는데, 이는 1297년 프랑수아 그리말디가 모나코를 정복할 때 수도사 차림의 병사들이 칼을 성직복 아래에 숨겨둔 채로 진격했다는 데서 유래되었다고 한다.
방패 아래에는 모나코의 나라 표어이며 그리말디 왕조의 표어인 "함께 하느님의 도움을"("Deo Juvante")이라는 문구가 라틴어로 쓰여져 있다.